# Cleonymus angustatus
Cleonymus angustatus är en stekelart som först beskrevs av Masi 1927.  Cleonymus angustatus ingår i släktet Cleonymus och familjen puppglanssteklar. Inga underarter finns listade i Catalogue of Life.